# Bithynia prespensis
Bithynia prespensis е вид охлюв от семейство Bithyniidae. Видът е застрашен от изчезване.

## Разпространение и местообитание
Разпространен е в Албания, Гърция и Северна Македония.
Обитава крайбрежията на сладководни басейни.

## Описание
Популацията на вида е стабилна.